# Kostel svatého Martina (Zámrsk)
Kostel svatého Martina je jednolodní farní kostel v Zámrsku v okrese Ústí nad Orlicí, římskokatolické farnosti Zámrsk, královéhradecké diecéze. Kostel je kulturní památkou Česka.

## Historie
Nejstarší písemná zmínka o kostele pochází z roku 1350 v listině Arnošta z Pardubic, kdy je uváděn jako farní kostel.
V letech 1781–1782 byl postaven v místě původního gotického kostela za Jiřího Jeníka Zásadského z Gamsendorfu, který v té době vlastnil zámrské panství, nový kostel. Stavba je často připisována Františku Kermerovi.
V roce 1846 byla střecha pokryta šindelem. Až do roku 1986 měl kostel sanktusník. V 70. letech 20. století došlo k opravám interiéru kostela a zavedení elektřiny.

## Stavební podoba

### Exteriér
Kostel je orientovaná jednolodní zděná stavba na půdorysu obdélníku se zaoblenými rohy, zakončena protáhlým půlkruhovým kněžištěm. Po stranách kněžiště je sakristie (na severu) a Boží hrob (na jihu). Střecha je valbová, krytá bobrovkami. Stěny jsou hladce omítané, členěné pilastry s římsovými hlavicemi. Po obou stranách lodi jsou prolomena dvě okna (sever a jih) v plastických šambránách. Západní průčelí je členěno pilastry a ukončeno nízkou atikou a na ní volutovým štítem s pilastry, které vybíhají nad štít a jsou ukončeny volutami. Mezi pilastry je nika s mušlovou konchou. Po stranách štítu na atice jsou umístěny rokokové vázy.
Vstupní portál má po stranách pískovcové pilastry ukončenými volutami (obdoba štítu). Na pískovcovém ostění vchodu jsou vytesány rokaje s rozvinutou páskou s nápisem a datací 1782. Vchodové dveře jsou vyřezávané s rokokovými motivy. Nad vchodem je okno a nad ním vytesané znaky rodu Gamsendorfů.

### Interiér
Kněžiště má délku 9,60 m a šířku 4,85 m. Je plochostropé se štukovým zrcadlem. Po stranách jsou přistavěny sakristie a Boží hrob. Nad nimi jsou oratoře se segmentovými stropy otevřené do kněžiště půlkruhovými oblouky, které mají štukové orámování s klenákem. Sakristie je plochostropá, Boží hrob má valenou klenbu. Vítězný oblouk má půlkruhové zakončení. Loď kostela je 13 m dlouhá a 9,45 m široká, dělená pilastry. Strop je zaklenutý plackami oddělenými pasy. Dva sloupy s ionizující hlavicí a dvě nástěnné konzoly nesou zděnou kruchtu, která má třikrát vydutou poprsnici zdobenou štukovou výzdobou (rokaje). Na střední poprsnici jsou znaky Gamsendorfů. Přístup na kruchtu a oratoř na epištolní straně je vřetenovým schodištěm.
Jedno-manuálové varhany se sedmi rejstříky byly vyrobeny v roce 1907 varhanářem Josefem Kobrlem z Lomnice nad Popelkou. Ty nahradily varhany, které byly uváděny v inventáři již v roce 1768.
Rokokový hlavní oltář svatého Martina z roku 1751 je od Františka Pacáka z Litomyšle. Boční oltář svatého Františka de Paula byl pořízen na zakázku hraběnky Terezie z Bubna a Litic. Oltář vyřezal v roce 1760 František Špička, malbu provedl Leopold Felix. Druhý boční oltář Neposkvrněného početí Panny Marie byl evidován už v inventáři v roce 1768. Kazatelna je opět dílo Františka Pacáka z roku 1753.
Pískovcová křtitelnice ve tvaru kalichu pochází z původního kostela. Je vysoká 96 cm. V kostele se rovněž dochovaly náhrobky z roku 1531 a 1590 majitelů Lukavských z Lukavice – Jana a jeho vnuka Václava.

## Blízké okolí kostela
- Zvonice postavena ve stejné době jako kostel
- Fara z poloviny 19. století
- Socha sv. Jana Nepomuckého z roku 1727

## Galerie

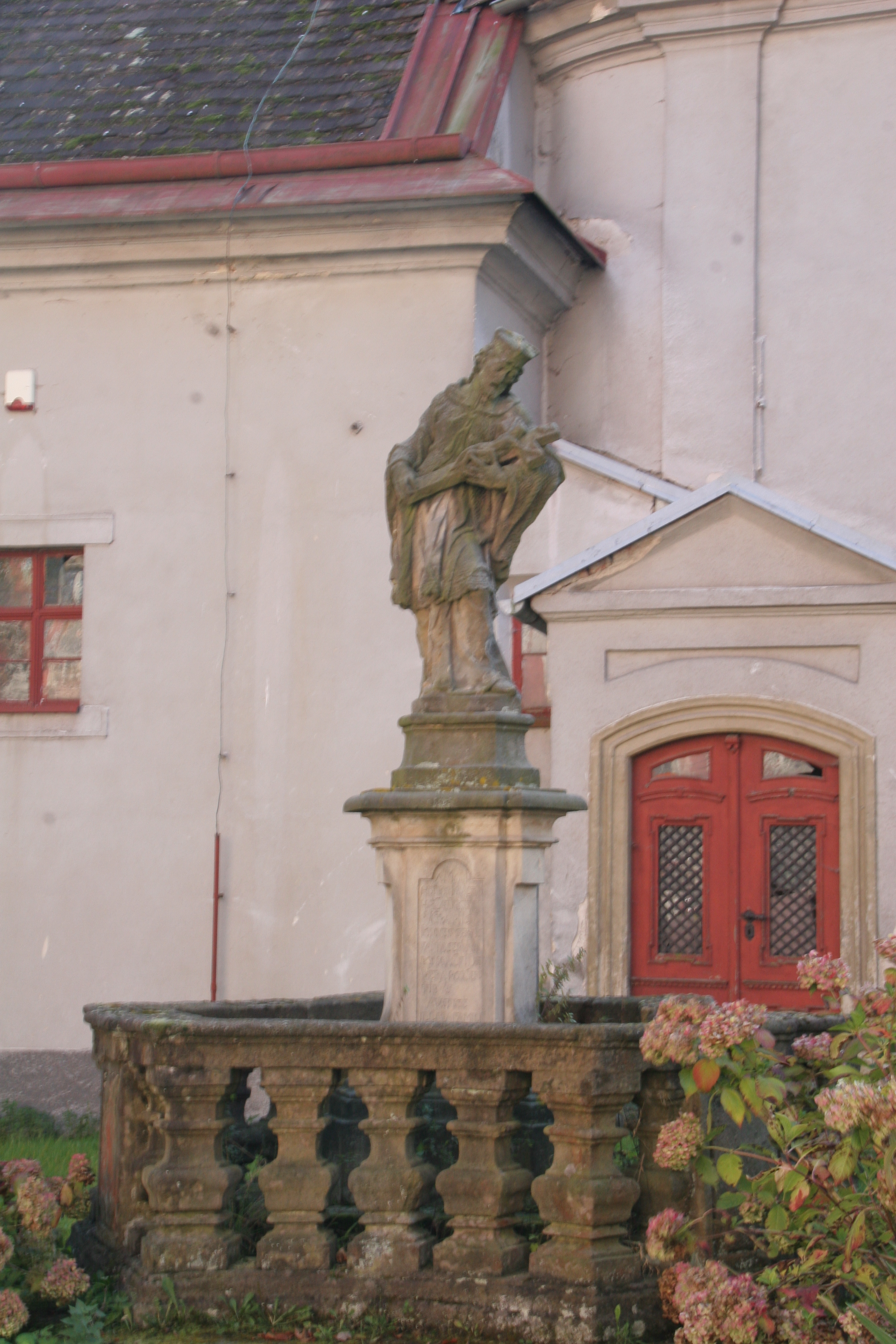
Socha sv. Jana Nepomuckého
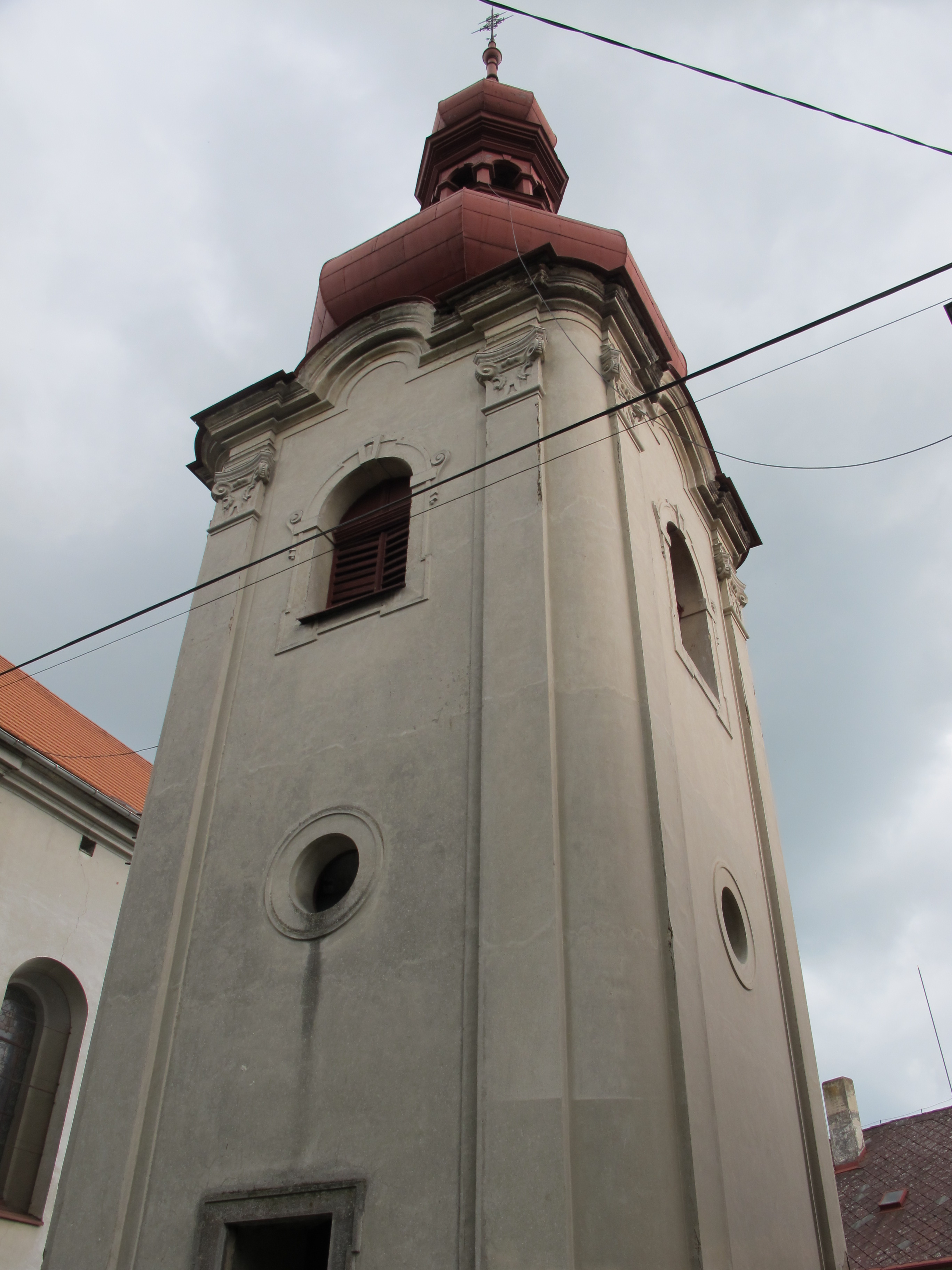
Zvonice
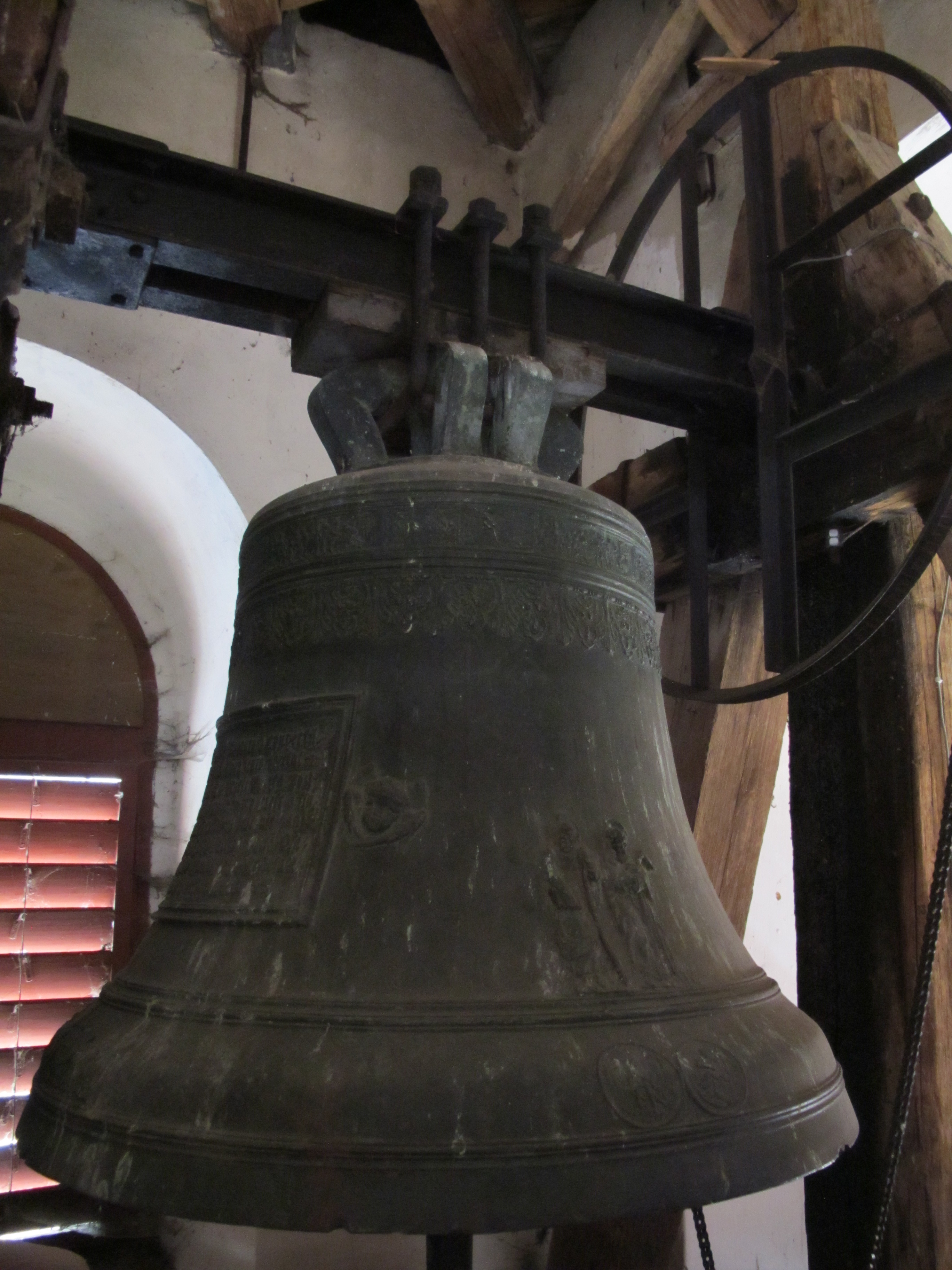
Zvon z roku 1596